# Hugo von Thile
Ludwig Otto Hugo von Thile (* 22. November 1817 in Neisse; † 7. Dezember 1894 in Hannover) war ein preußischer General der Infanterie.

## Leben

### Herkunft
Hugo war ein Sohn des preußischen Generals der Infanterie Adolf Eduard von Thile (1784–1861) und dessen Ehefrau Auguste, geborene von Schöning (1788–1859), Tochter des Landrates Carl Heinrich von Schöning. Sein älterer Bruder Hermann (1812–1889) war Diplomat und Staatssekretär, sein jüngerer Bruder Rudolf (1826–1893) wurde preußischer Generalleutnant und die Schwester Anna (1830–1908) war mit dem Regierungspräsidenten Gustav von Diest (1826–1911) verheiratet.

### Militärkarriere
Nach dem Besuch der Gymnasien in Aachen und Münster trat Thile am 14. April 1835 als Grenadier in das Kaiser Alexander Grenadier-Regiment der Preußischen Armee ein, avancierte bis Anfang Dezember 1835 zum aggregierten Sekondeleutnant und wurde Mitte April 1837 über den Etat einrangiert. Zur weiteren Ausbildung absolvierte er ab Oktober 1841 für drei Jahre die Allgemeine Kriegsschule und war im Anschluss für ein Jahr zum 7. Ulanen-Regiment kommandiert. Am 27. März 1847 folgte seine Kommandierung als Adjutant der 2. Garde-Infanterie-Brigade und in dieser Stellung nahm er 1848 an den Straßenkämpfen in Berlin sowie während des Feldzuges gegen Dänemark am Gefecht bei Schleswig teil. Für sein Wirken erhielt Thile den Roten Adlerorden IV. Klasse mit Schwertern und stieg Mitte Dezember 1848 zum Premierleutnant auf. Am 31. März 1852 wurde er von seiner Stellung entbunden. Er avancierte Ende Juni 1852 zum Hauptmann und war vom 12. August 1852 bis zum 12. Dezember 1856 Kompaniechef. Anschließend wurde Thile dem Regiment aggregiert und zur Gesandtschaft nach Paris kommandiert. Unter Belassung in diesem Kommando wurde er am 17. September 1858 mit Patent vom 16. Juli 1858 zum Major befördert und dem Generalstab der Armee aggregiert. Thile trat am 1. Juli 1860 mit der Ernennung zum etatsmäßigen Stabsoffizier in seinem Stammregiment wieder in den Truppendienst zurück. Am 14. Juni 1861 kommandierte man ihn zunächst zur Dienstleistung im Kriegsministerium und mit der Beförderung zum Oberstleutnant wurde er am 18. Oktober 1861 zum Chef der Zentralabteilung ernannt. Für seine Tätigkeit im Kriegsministerium während des Krieges gegen Dänemark zeichnete ihn König Wilhelm I. mit dem Kronen-Orden III. Klasse aus.
Kurz vor dem Beginn des Deutschen Krieges wurde Thile als Oberst Kommandeur des Magdeburgischen Füsilier-Regiments Nr. 36, dass er im Mainfeldzug in den Gefechten bei Oerlenbach und Dettingen führte. Während der Kämpfe bei Uettingen und Roßbrunn gelang es ihm den rechten Flügel der bayerischen Truppen zu nehmen. Dafür wurde ihm am 20. September 1866 der Orden Pour le Mérite verliehen. Vom 18. Mai 1867 bis zum 17. Juni 1869 war er Kommandeur des 3. Garde-Regiments zu Fuß und anschließend beauftragte man ihn unter Stellung à la suite seines Regiments mit der Führung der 42. Infanterie-Brigade in Frankfurt am Main. Vor der Mobilmachung anlässlich des Krieges gegen Frankreich wurde Thile zum Kommandeur dieser Brigade ernannt und am 26. Juli 1870 zum Generalmajor befördert. Er nahm an den Schlachten bei Weißenburg, Wörth und Sedan, der Beschießung von Pfalzburg, der Belagerung von Paris sowie den Ausfallgefechten am Mont Mesly, bei Saint-Cloud und Montrétout teil. Neben beiden Klassen des Eisernen Kreuzes wurde Thile mit dem Komturkreuz I. Klasse des Friedrichs-Ordens mit Schwertern ausgezeichnet.
Am 13. November 1873 beauftragte man Thile zunächst mit der Führung der 22. Division in Kassel, ernannte ihn am 25. November zum Kommandeur dieser Division und in dieser Stellung avancierte er am 11. Dezember 1873 zum Generalleutnant. Als Kommandeur der 21. Division wurde er am 14. Januar 1874 erneut nach Frankfurt am Main versetzt sowie Ende September 1878 mit dem Kreuz und Stern der Komture des Königlichen Hausordens von Hohenzollern gewürdigt. An Stelle des verstorbenen Generals von Goeben wurde Thile am 11. Dezember 1880 zum Kommandierenden General des VIII. Armee-Korps in Koblenz ernannt und am 22. März 1883 zum General der Infanterie befördert. Ende Mai 1883 war er zur Begrüßung des Königs der Niederlande nach Luxemburg beordert, der ihn dafür mit dem Großkreuz des Ordens der Eichenkrone auszeichnete. Krankheitsbedingt nahm Thile seinen Abschied und wurde am 12. Januar 1884 unter Stellung à la suite des 3. Garde-Regiments zu Fuß mit der gesetzlichen Pension zur Disposition gestellt.
Anlässlich seines 50-jährigen Dienstjubiläums verlieh ihm der Kaiser am 9. April 1885 das Großkreuz des Roten Adlerordens mit Eichenlaub und Schwertern am Ringe. Thile verstarb unverheiratet in Hannover an einem Schlaganfall.